# Meteorologia dinamica
La meteorologia dinamica è la disciplina fisico-matematica applicata delle scienze dell'atmosfera che si occupa di studiare fenomeni fisici inerenti alla dinamica della circolazione dell'atmosfera terrestre su scale spazio-temporali che vanno dai minuti (per esempio le onde di gravità) alla cosiddetta low frequency variability (variabilità a bassa frequenza, ordine di 10 giorni) che interessa le scale spaziali a livello planetario, a partire dalle equazioni della fluidodinamica applicate al sistema di riferimento non inerziale della Terra rotante (geofluidodinamica) ovvero le equazioni della dinamica, l'equazione della termodinamica (primo principio della termodinamica) e l'equazione di conservazione della massa.
Lo studio della meteorologia dinamica avviene anche con l'ausilio della statistica; in tal senso non sono i processi deterministici quelli che interessano, ma la distribuzione di particolari indicatori.

## Descrizione

### Circolazione atmosferica

Stratificazione di un fluido barotropico in pressione e densità

Linee di densità e isobare si intersecano in un fluido baroclino (sopra). Dal momento che la densità è collegata alla temperatura, su una mappa di superficie, isobare e isoterme si intersecano anche tra loro

Il motore dei moti atmosferici è il riscaldamento solare: la differenza di temperatura tra riscaldamento che avviene nella fascia intertropicale-equatoriale e il raffreddamento che avviene nelle zone polari determina alcuni meccanismi chiave nella dinamica atmosferica. Il primo è identificato come cella di Hadley che spiega soprattutto la circolazione nelle zone tropicali. In realtà la soluzione della cella di Hadley è ricavata dalle equazioni del moto solo in presenza di viscosità, sia verticale che orizzontale (Cessi, 1998). Tale soluzione prevede il sollevamento verso l'alto dell'aria calda tropicale che viene trasportata verso i poli, molto prima essa discende formando una fascia di subsidenza che coincide con la regione dei deserti subtropicali.
L'altro meccanismo predominante nella circolazione atmosferica è l'instabilità baroclina suggerita da Jule Gregory Charney nel 1947 che determina la nascita di cicloni delle medie latitudini. Il meccanismo di trasferimento del calore dalle zone tropicali a quelle delle medie latitudini è determinato anche da altri meccanismi, ad esempio gli uragani rivestono un certo ruolo in questo contesto.
Sebbene il riscaldamento solare sia la causa principale dei moti atmosferici, l'interazione del flusso atmosferico con le montagne gioca un ruolo determinante nella meteorologia dinamica. Ad esempio il meccanismo di ciclogenesi alpina (Speranza et al., 1985), le onde di gravità, situazioni alluvionali (Buzzi et al., 1998) sono causati proprio dall'interazione dei flussi atmosferici con le montagne (es. stau).

### Scale dei moti atmosferici
A seconda del problema studiato, le equazioni coinvolte possono essere semplificate assumendo alcuni termini preponderandi sugli altri assumendo l'opportuna (scala del moto studiato: tale operazione, usata frequentemente nello studio dei fenomeni meteorologici, in pratica favorisce le scale spazio-temporali che si desiderano studiare. Per lo studio delle onde planetarie si trascurano, ad esempio, le onde di gravità.

### Equazioni di scala
Lo "scaling" è un'operazione di filtraggio che permette di separare i fenomeni che interessano da quelli che non interessano.
Esso presuppone che alcuni dei termini delle equazioni siano piccole rispetto alle altre.

#### Equazioni approssimate per moti quasi piani
Nei moti su scala planetaria, scala sinottica e mesoscala gli spostamenti verticali sono trascurabili rispetto ai moti orizzontali.
Le equazioni approssimate sono :
{\displaystyle {\frac {Du}{Dt}}-fv=-{\frac {1}{\rho }}{\frac {\partial p}{\partial x}}}
{\displaystyle {\frac {Dv}{Dt}}+fu=-{\frac {1}{\rho }}{\frac {\partial p}{\partial y}}}
Dove u, v sono le componenti zonale (cioè rivolta verso Est) e meridionale (cioè rivolta verso Nord) della velocità, f è la vorticità planetaria, cioè la vorticità intrinseca nel moto rotatorio della superficie terrestre:
{\displaystyle f=2\Omega \sin(\Phi )}
dove {\displaystyle \Omega } è la velocità angolare del moto di rotazione della Terra, {\displaystyle \Phi } è la latitudine. I termini {\displaystyle -fu} e {\displaystyle fv} rappresentano la componente dell'accelerazione dovuti alla forza di Coriolis.
Le equazioni si ricavano dall'equazione di Navier-Stokes per l'impulso, trascurando la componente frizionale e bilanciando la componente verticale del gradiente della pressione con la forza dovuta al geopotenziale.

#### Approssimazione "shallow homogeneous layer"
Trattando i moti planetari o sinottici su larga scala è spesso conveniente considerare l'atmosfera (o l'oceano), come uno strato di fluido di spessore trascurabile, in cui la velocità è indipendente dall'altezza. Si parla allora di shallow homogeneous layer (livello omogeneo basso).